# Воврієшть
Воврієшть, Воврієшті (рум. Vovriești) — село у повіті Васлуй в Румунії. Входить до складу комуни Бечешть.
Село розташоване на відстані 283 км на північ від Бухареста, 47 км на північний захід від Васлуя, 43 км на південний захід від Ясс.

## Населення
За даними перепису населення 2002 року у селі проживали 384 особи, усі — румуни. Усі жителі села рідною мовою назвали румунську.